# 帕西奇涅 (瓦爾基區)
49°55′54″N 35°44′15″E / 49.93167°N 35.73750°E
帕西奇內（烏克蘭語：Пасічне）是位於烏克蘭東部的村莊，由哈爾科夫州博霍杜希夫區的瓦爾基市鎮負責管轄。該村始建於1695年，面積2.05平方公里，海拔高度203米，2001年人口62，人口密度每平方公里30.2人。